# Beas de Segura
Beas de Segura là một đô thị trong tỉnh Jaén, Tây Ban Nha. Theo điều tra dân số 2006 (INE), đô thị này có dân số là 5467 người.
38°15′B 2°53′T / 38,25°B 2,883°T